# 글래디스 프레슬리

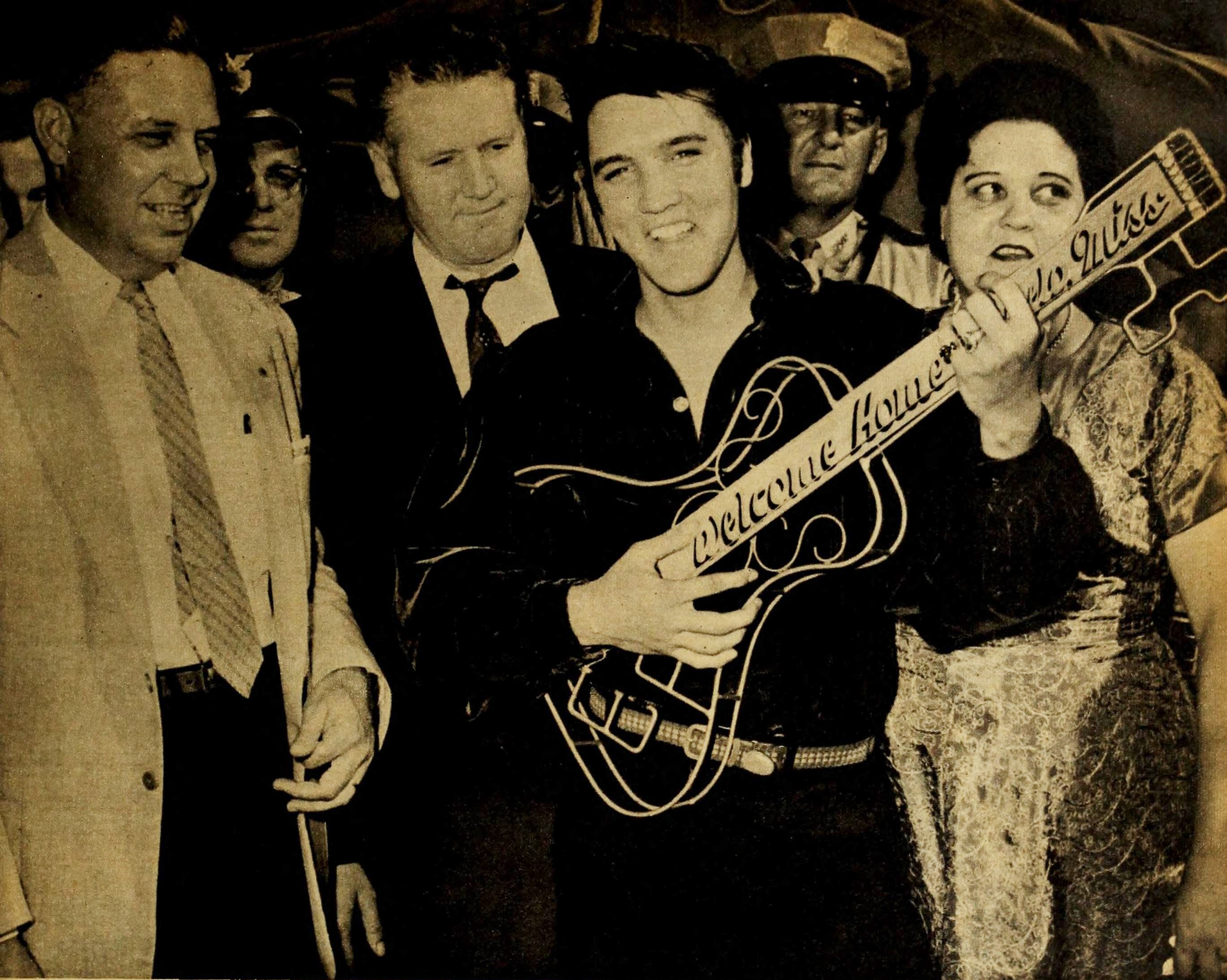
가장 바른편에 있는 여자

글래디스 러브 스미스(Gladys Love Smith), 이후 글래디스 프레슬리(Gladys Presley, 1912년 4월 25일 ~ 1958년 8월 14일)는 로큰롤 음악가 엘비스 프레슬리의 어머니다.
초기 생애에 대한 정보는 거의 남아있지 않다. 미시시피주 폰토톡 컨트리 출신. 1933년 6월 17일 버넌 엘비스 프레슬리와 결혼한다. 1935년 1월 8일 쌍둥이 엘비스 에런 프레슬리와 제시 게런 프레슬리를 출생, 제시는 사산되었다.
엘비스는 어머니와 긴밀한 관계를 가졌다. 그는 어머니에게 멤피스 오듀본 가 1034번지의 주택을 선물했다. 그도 그곳에 잠시 살다가 그레이슬랜드로 이사했다. 1958년 엘비스가 징병되어 텍사스주 포트 후드로 이송된 이후, 글래디스와 버넌은 그곳과 가까운 텍사스주 킬린으로 이사했다. 텍사스에 있는 동안 글래디스는 심한 병을 앓았고 46세를 일기로 사망했다.
엘비스와 버넌은 그의 사망으로 눈이 산 밖에 비어졌다. 생전에 가장 좋아한 복음성가 그룹 더 블랙우드 브라더스가 장례식 때 추도가를 불렀다. 멤피스의 포레스트 힐 묘지에 매장되었다. 1977년 엘비스가 그 옆에 묻혔다. 엘비스 사체 도난이 일어난 뒤로 묘지 두 기 모두 그레이슬랜드의 명상정원(Meditation Garden)으로 이전되었다. 1979년 버넌 프레슬리가 별세하면서, 그도 그 곁에 묻혔다.
손녀로 리사 마리 프레슬리(생면부지), 증손으로 대니얼 라일리 키오(1989년생), 벤저민 스톰 키오(1992년생)가 있다.